# 曙 (吹雪型駆逐艦)
曙（あけぼの）は、日本海軍の駆逐艦。吹雪型（特型）の18番艦（特II型の8番艦）。この名を持つ日本海軍の艦船としては雷型駆逐艦「曙」に続いて2隻目。

## 艦歴

### 初期
「曙」は大阪市の藤永田造船所で建造された。1930年11月7日に進水、1931年7月31日に就役し、一等駆逐艦に類別され、第2艦隊第7駆逐隊に編入された。
1932年（昭和7年）、第一次上海事変において長江水域の作戦に参加した。
1935年（昭和10年）9月26日の第四艦隊事件では、艦尾が歪み亀裂が生じる被害を受けた。
日中戦争に際しては1937年（昭和12年）以降、上海、杭州湾上陸作戦、仏印の作戦に参加した。

### 第二次世界大戦
1941年（昭和16年）12月の真珠湾攻撃の際、第7駆逐隊は第一航空艦隊第一航空戦隊に配属されたが、航続力不足のため攻撃部隊には参加せず、日本近海の哨戒を行っていた。ただし第7駆逐隊司令官小西要人大佐が指揮する第7駆逐隊第1小隊（潮、漣）は真珠湾攻撃と並行してミッドウェー島砲撃を実施している。
1942年1月13日、空母「飛龍」「蒼龍」を護衛して呉を出港し、1月31日、アンボン上陸作戦を支援した。2月6日、マカッサル攻略作戦に第11航空戦隊直衛として参加した。
スラバヤ沖海戦の3月1日昼戦にて、臨検しようとしていたオランダ病院船と誤認して英重巡「エクセター」に接近し攻撃を受けた。1140「曙」は射撃を開始。救援を求めるが、第三艦隊は「曙」に対し、敵艦隊を誘致・拘束するよう命じた。1145燃料も尽きかけていた「曙」はエクセターに突撃を開始する。1148-50第三艦隊到着。雷が曙に接近する。この時雷の乗組員が、水柱に包まれる曙を見ている。曙は誘導のため反転した。駆け付けた僚艦により「エクセター」ほか2隻は撃沈された。3月末に修理のため横須賀海軍工廠へ帰投した。
4月末、重巡洋艦「妙高」「羽黒」を護衛してトラック諸島へ向かい、ポートモレスビー攻略作戦に従事した。5月8日の珊瑚海海戦では、高木武雄少将率いるMO機動部隊の一員として参戦した。「曙」が空母「翔鶴」の、「潮」が「瑞鶴」の直衛を行っていたが、米空母「ヨークタウン」の攻撃隊に発見され、攻撃を受けた。「瑞鶴」はスコールの下に入って難を逃れ、「曙」が護衛していた「翔鶴」に攻撃が集中することとなり、米攻撃隊が「敵空母撃沈」と2度も誤報するほどの被害（実際には大破）を出した。5月末、「瑞鶴」を護衛して呉海軍工廠へ帰投した。
6月のミッドウェー海戦では、アラスカ・ダッチハーバーの米海軍基地を攻撃する北方部隊の一員として参戦し、その後、横須賀へ帰投した。
その後、各種南方進攻作戦や北方・南方での海上護衛・輸送作戦に従事した。
1944年（昭和19年）1月1日、「曙」は第5艦隊に配属された。1月14日、パラオ諸島東方で姉妹艦「漣」が雷撃を受け沈没し、「曙」はその生存者89名の救助を行った。1月25日、修理と改修のため横須賀へ帰投し、大湊警備府に配属されて10月まで北方海域の哨戒を行った。
10月24日、志摩艦隊の一員としてレイテ沖海戦に参戦した。10月25日、スリガオ海峡海戦で大破し撤退中の重巡「最上」を護衛するが、途中で米軍の空襲を受けて「最上」は航行不能となり、「曙」が生存者約700名を救助した後に雷撃処分を行った。
10月31日、上海から到着した陸軍第一師団をオルモックへ輸送するためマニラを出港した（第二次多号作戦）。11月1日にオルモックに到着した。揚陸がほぼ完了した翌11月2日、敵の空襲を受け能登丸が爆撃を受け沈没したが、輸送作戦はほぼ成功し、11月4日、マニラへ帰投した。
11月5日、マニラ湾一帯を米軍が空襲し、停泊中の「曙」は直撃弾2発を受けて炎上、航行不能となった。このため、参加予定だった第四次多号作戦に参加できず、その代役として「秋霜」が第四次輸送部隊に参加した。「曙」はキャヴィテ桟橋（北緯14度35分 東経120度55分 / 北緯14.583度 東経120.917度座標: 北緯14度35分 東経120度55分 / 北緯14.583度 東経120.917度）の第一〇三工作部の修理を受けるべく、キャビテ港第2桟橋に係留された。この時、機関故障を起こした2ET型戦時標準タンカーの第5蓬莱丸（蓬莱タンカー、834総トン）が同桟橋に回航されており、11月11日には第四次多号作戦に参加中に空襲を受け、艦首切断を起こしていた「秋霜」も同桟橋に回航され、岸壁から第5蓬莱丸、「曙」、「秋霜」の順番で係留されていた。その前日（11月10日）、空母「隼鷹」、巡洋艦2隻（利根、木曾）、第30駆逐隊（夕月、卯月）からなる小艦隊が『緊急輸送作戦』のためマニラに入港していた。「木曾」は第五艦隊・第一水雷戦隊に編入されマニラで待機することになり、一方で西村艦隊唯一の残存艦「時雨」が「隼鷹」に同行する。「隼鷹」や「時雨」が去った翌日の11月13日午後、米航空母艦艦載機がマニラ湾を再び空襲する。第5蓬莱丸は船体後部に直撃弾を受けて同日中に大破着底。「曙」は直撃弾1発・至近弾10数発を受けて左舷に傾斜し、その外側にいた「秋霜」も一番砲塔前方と後部甲板に直撃弾3発を受け、弾薬庫が誘爆して炎上する。「曙」は翌14日朝に艦橋部のみを海面上に露出させて着底し、「秋霜」も同じ14日朝に右舷を下にして転覆し、艦橋部が海底に埋まった状態で着底した。乗員48人が戦死し、43人が負傷した。また同湾に停泊していた「初春」、「沖波」も空襲により沈没、「木曾」が着底した。
1945年（昭和20年）1月10日、駆逐艦「曙」は
初雪型駆逐艦、
第7駆逐隊、
帝国駆逐艦籍
のそれぞれから除籍された。5月5日、第7駆逐隊は解隊される。
戦後、「曙」の船体は1955年から1956年にかけて「木曾」、「秋霜」とともにマニラ現地にて浮揚・解体された。解体は播磨造船所(現IHI)の技師による。この3隻が戦後も長らく放置されていたのは、独立したばかりのフィリピン共和国政府がまだ財政難で、サルベージするだけの資金が不足していたためで、3隻の浮揚・解体は日本の戦後賠償事業の一環として行われたという。

## 歴代艦長
※『艦長たちの軍艦史』284-285頁による。

### 艤装員長
- 板垣盛 少佐：1931年2月1日 -

### 艦長
- 板垣盛 少佐：1931年7月31日 - 1934年11月1日 同日より予備艦
- （兼）中川浩 中佐：1934年11月1日[18] - 11月15日[19]
- 河西虎三 中佐：1934年11月15日 - 1936年12月1日
- 天谷嘉重 少佐：1936年12月1日 - 1938年12月15日[20]
- 高橋亀四郎 中佐：1938年12月15日 - 1939年11月15日[21]
- 清水逸郎 少佐：1939年11月15日 - 1941年7月25日[22]
- 中川実 少佐：1941年7月25日 -
- 花見弘平 少佐：1942年10月20日 -
- 犬塚家孝 少佐：1943年8月18日 -
- 余田四郎 少佐：1944年10月16日 -

## その他の役職

### 航海長
- 堀部史朗 少佐：1942年10月20日 -